# Pueblo bantenés
El pueblo bantenés ( sundanés : ᮅᮛᮀ ᮘᮔ᮪ᮒᮨᮔ᮪ romanizado: urang banten ) es un grupo étnico indígena nativo de la provincia de Bantén en el extremo más occidental de la isla de Java, Indonesia. El área de la provincia se corresponde más o menos con el área del antiguo sultanato de Bantén, un estado nacional que precedió a Indonesia. La mayoría de los banteneses son musulmanes sunitas y hablan el idioma bantenés, una variedad del idioma sondanés que no tiene un registro lingüístico general, conocido como basa sunda banten (en lengua sundanesa de Bantén).

## Censo de Población 2010
Según el censo de población de 2010 realizado por la Oficina Central de Estadísticas de Indonesia, los banteneses, junto con los badui, se clasifican como nativos banteneses con un total de 4.657.784 personas.

## Orígenes

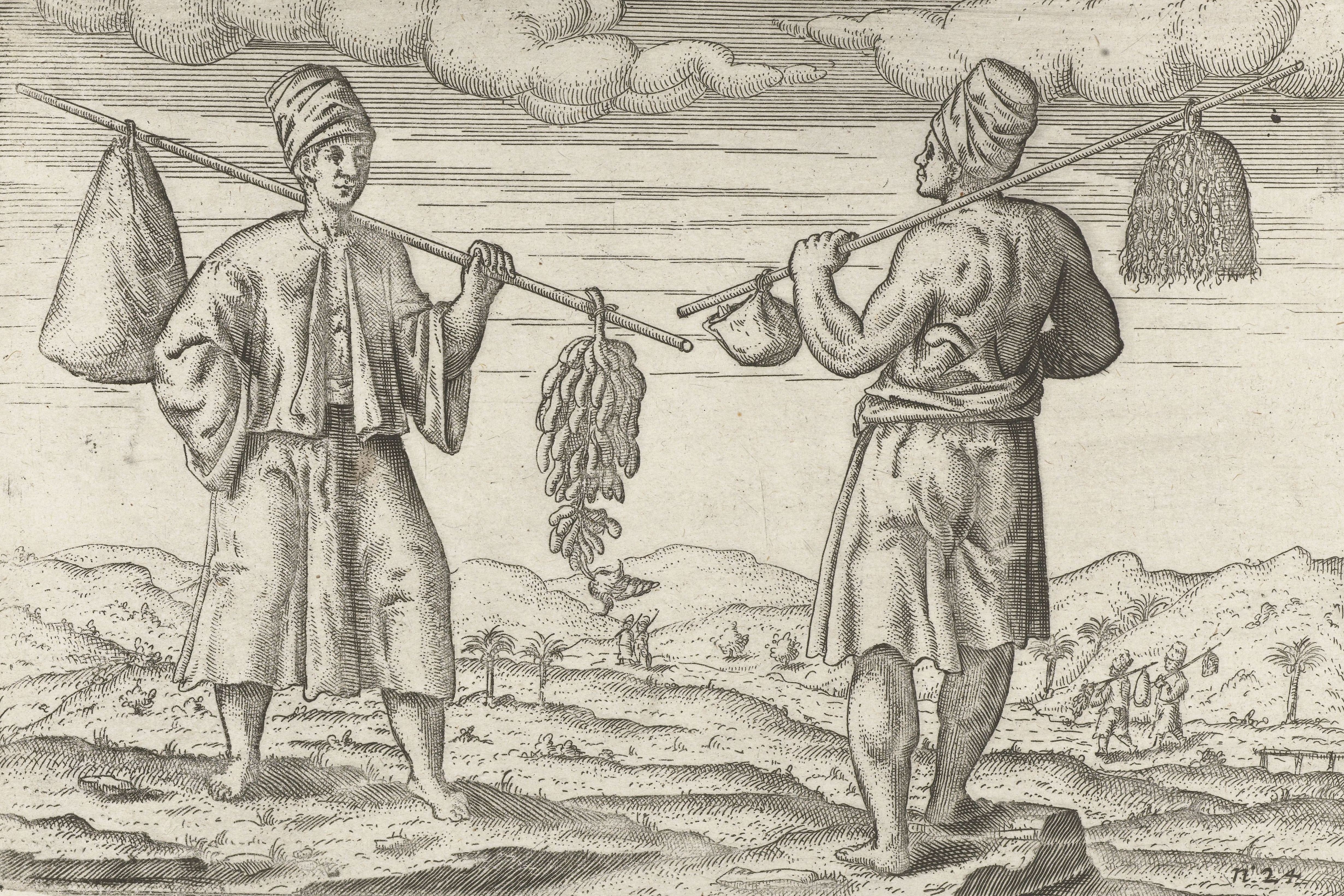
Pueblo bantenés antes del establecimiento del sultanato de Banten.

Los orígenes del pueblo bantenés; que están estrechamente relacionados con el sultanato de Bantén, son diferentes de los del pueblo cirebonés , que no son parte del pueblo sondanés o de la etnia javanesa (a menos que sea el resultado de una mezcla de dos culturas principales, a saber, sondanesa y javanesa). Los pueblos bantenés y baduy (kanekes) fueron históricamente parte de los sondaneses, y remontan su historia al sultanato de Banten (área de Bantam después de la abolición y anexión por parte de las Indias Orientales Holandesas ).

## Idioma
A diferencia de cualquier otro idioma nativo en la isla de Java, el idioma bantenés no tiene un registro lingüístico reconocido en general. Difiere del dialecto priangan que se habla en la región de Parahyangan, debido al cual el idioma bantenés se ve de alguna manera como el idioma hermano del sondanés que todavía está estrechamente relacionado con su forma antigua.
El idioma bantenés se clasifica en la familia de idiomas sundaneses Se habla predominantemente en la región sur de Banten, que son Lebak (incluida la región de Cilangkahan) y la regencia de Pandeglang (incluidas Caringin y Cibaliung). En el norte de la regencia de Serang, este idioma es usado diariamente por la gente de Ciomas, Pabuaran, Padarincang, Cinangka, Baros, Petir, Cikeusal, Kopo, Cikande, Pamarayan y partes del subdistrito de Anyar. El priangan banten de alguna manera también es utilizado por transmigrantes banteneses en la regencia de Lampung Central, en Lampung.
En Serang Regency, la gente de Anyar, Mancak, Waringinkurung, Taktakan, Cipocok Jaya, Walantaka y el subdistrito de Kragilan utilizan a diario el idioma bantenés. Este idioma también se usa en algunas partes de la regencia de Tangerang, especialmente en sus partes sur, suroeste, medio oeste y norte, así como en las ciudades de Tangerang y South Tangerang.

## Religión
Aquellos que se consideraban banteneses son generalmente musulmanes practicantes, lo que se debe a que son inseparables de un fuerte trasfondo cultural islámico. Este caso también está estrechamente relacionado con la historia del sultanato de Bantén, como uno de los reinos islámicos más grandes de la isla de Java . Además de eso, el arte en la región de Banten también retrata las actividades islámicas de su sociedad, como el arte Rampak Bedug de la regencia de Pandeglang. Aun así, la provincia de Banten es una sociedad multiétnica compuesta por varias etnias y religiones. Adeptos de otras religiones de varios grupos étnicos no indígenas conviven pacíficamente en esta región, como la comunidad china benteng en Tangerang y el Pueblo badui que practica Sunda Wiwitan en Kanekes, Leuwidamar y la regencia de Lebak .

## Cultura

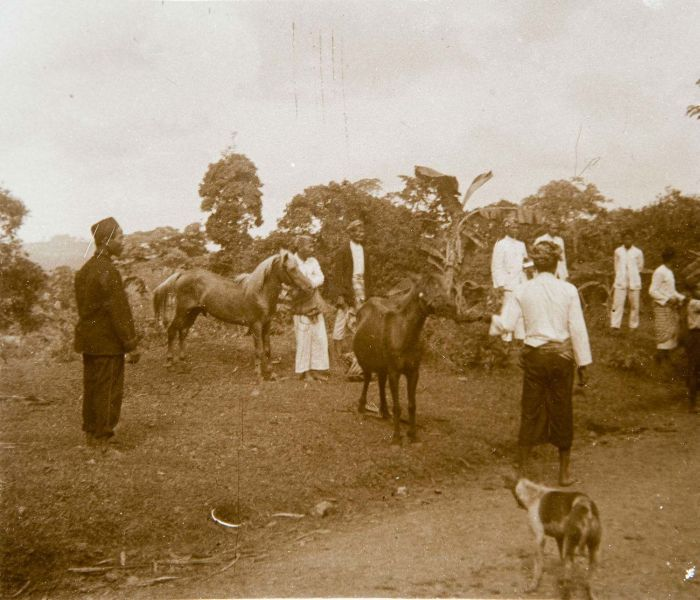
Hombres banteneses con caballos en la residencia de Bantam (actual provincia de Banten), alrededor de 1915-1926.

La tierra de Sunda en Banten es rica en cultura y costumbres, y una de las más dominantes es la cultura y costumbres bantén, que es diferente de la cultura sundanesa en Java Occidental.

### Formas de arte
El distintivo cultural de la comunidad bantenesa, entre otras, son las artes marciales pencak silat, debus, rudad, umbruk, la danza Saman (Dzikir Saman), la danza tari topeng, dog-dog, el angklung gubrag, el rampak bedug, la danza walijamaliha, la danza silat pandeglang, el palingtung, lojor, beluk, etc.

### Hitos históricos
Además, también hay reliquias de herencia ancestral, y entre ellas se encuentran la Gran Mezquita de Bantén, el Gran Mausoleo Sagrado y muchas más.

### Cocina

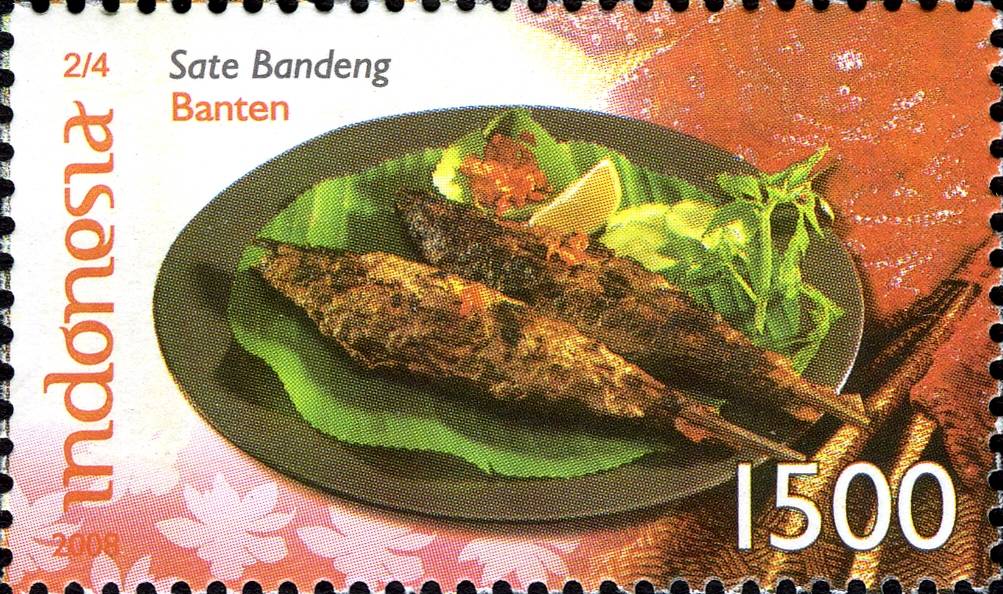
Sate Bandeng conmemorado en un sello de Indonesia.

La cultura culinaria bantenesa incluye saté bandeng, rabeg bantén, pasung beureum, ketan bintul, nasi belut, kue cucur, angeun lada, balok menes, sate bebek cibeber, meping menes y otros.

### Textiles batik bantenés

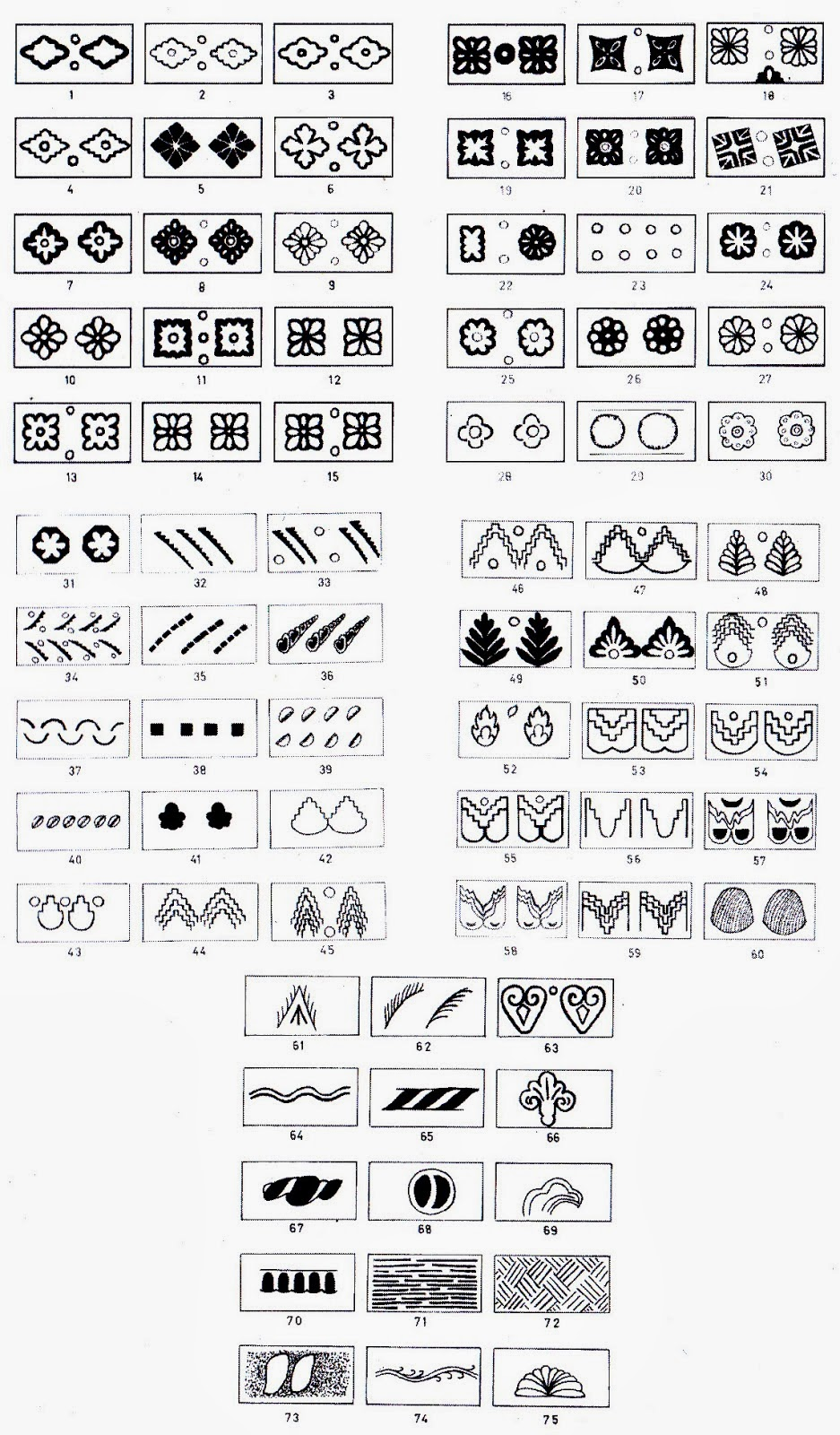
75 diseños decorativos de Bantén que han sido reconstruidos por el National Archaeology basándose en artesanías del sultanato de Bantén.

El patrón y los motivos del batik bantenese han sido estudiados por el gobierno de Bantén como parte del marco de redescubrimiento de motivos ornamentales de las casas tradicionales bantenesas. Estos diseños decorativos surgieron como resultado de las excavaciones realizadas por la National Archaeolgy y la Facultad de Literatura de la Universidad de Indonesia desde 1976. Los diseños decorativos fueron consagrados por el gobernador de Banten en 2003.
Desde su patente en 2003, el batik bantenés ha pasado por un largo proceso hasta que finalmente ha sido reconocido a nivel mundial. El batik de Bantén fue patentado después de ser confirmado por estudios realizados en Malasia, Singapur y otros 62 países. De hecho, el batik bantenese fue el primer batik con derechos de patente en la UNESCO.
El batik bantenés posee una identidad narrativa y su propia singularidad en comparación con otros batiks. Varios de sus motivos se adoptan de diseños históricos. Se pueden encontrar colores grisáceos en todos los motivos, que se supone que reflejan la comunidad de Bantén. Todo el batik contiene un significado filosófico.
Los nombres de los motivos batik banteneses se toman del topónimo de los nombres de pueblos antiguos, el título de nobles o sultanes y el nombre del palacio de la corte de Banten. Incluso los patrones son sinónimos de historias que contienen filosofías significativas y los motivos tienen un significado para el usuario de los materiales y la ropa del batik bantenés.

#### Filosofía detrás de los motivos batik banteneses

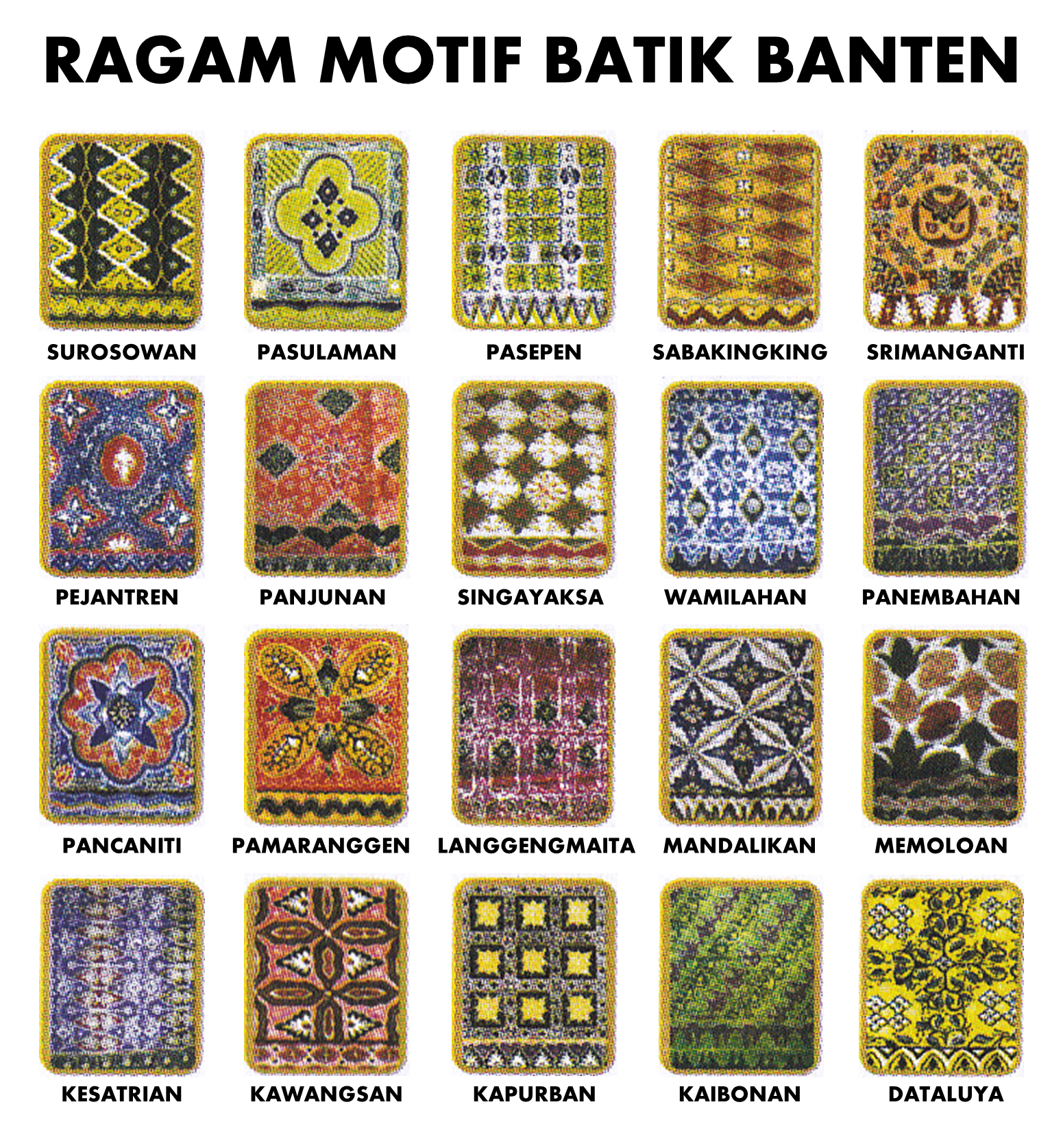
Diseños decorativos del batik bantenese.

- Motivo de Surosowan: Surosowan es el nombre de la disposición espacial frente al rey/sultán del sultanato de Banten.
- Motivo de Pasulamam: Pasulaman es el nombre del lugar de los artesanos del bordado dentro del sultanato de Banten.
- Motivo de Pasepen: Pasepen es el nombre del lugar en el palacio donde el sultán Maulana Hasanuddin de Banten meditaría en el sultanato de Banten.
- Motivo Sebakingking: Sebakingking es el nombre del título de Panembahan Sultan Maulana Hasanuddin de Banten en la difusión de la religión islámica.
- Motivo Srimanganti: Srimanganti es el nombre del lugar donde el pórtico de los plebeyos conecta con el pendopo del sultanato de Banten para el área de espera del rey / sultán.
- Motivo de Pejantren: Pesantren es el nombre del lugar donde se encuentran los artesanos del tejido en la región de Banten.
- Motivo de Panjunan: Panjunan es el nombre de un pueblo donde se encuentran artesanos de la cerámica en el sultanato de Banten.
- Motivo Singayaksa: Singayaksa es el nombre de un lugar donde el sultán Maulana Hasanuddin de Banten realiza el Salat al-Istikharah, pidiendo la guía de Dios para ser establecida en el palacio.
- Motivo de Wamilahan: Wamilahan es el nombre de un pueblo vecino al palacio donde se encuentran los artesanos de bambú y esteras.
- Motivo de Panembahan: Panembahan es el nombre del título del sultán Maulana Hasanuddin de Bantén en la planificación nacional sobre los logros del palacio del sultanato de Bantén.
- Motivo Pancaniti: Pancaniti es el nombre del lugar donde el sultán Maulana Hasanuddin de Bantén observa a sus soldados entrenar en el campo.
- Motivo de Pamaranggen: Pamaranggen es el nombre del lugar vecino al sultanato de Bantén donde se encuentran los keris y los artesanos de los adornos del keris.
- Motivo Langenmaita: Langenmaita es el nombre del lugar donde la felicidad está anclada en el océano del amor con un yate o muelle.
- Motivo Mandalikan: Mandalikan es el nombre del título otorgado al príncipe Arya Mandalika por la difusión de la religión islámica.
- Motivo Memoloan: Memoloan es el nombre de la construcción de un edificio de techado en minaretes y en el pendopo del Sultanato de Banten .
- Motivo de Kesatriaan: Kesatriaan es el nombre de un pueblo vecino al sultanato de Bantén donde se enseña el aprendizaje religioso en el internado.
- Motivo Kawangsan: Kawangsan es el nombre del título otorgado al príncipe Wangsa por la difusión del Islam.
- Motivo Kapurban: Kapurban es el nombre del título otorgado al príncipe Purba por la difusión del Islam.
- Motivo Kaibon: Kaibonan es el nombre de un edificio amurallado que rodea el Palacio Real de Bantén.
- Motivo de Datulaya: Datulaya es el nombre del sultán Maulana Hasanuddin de Banten y la residencia de su familia en el sultanato de Bantén.

## Gente notable

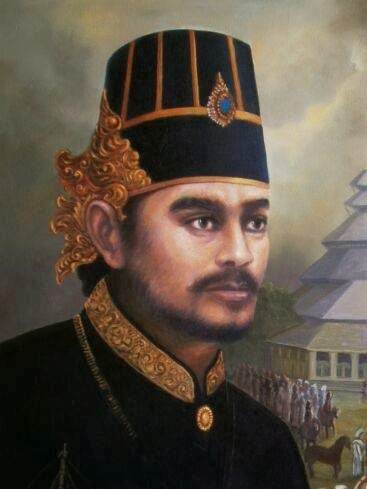
Maulana Hasanuddin, primer gobernante del sultanato de Bantén.

- Ageng Tirtayasa de Bantén, sultán de Banten y héroe nacional de Indonesia
- Ratu Atut Chosiyah, gobernador de Bantén
- Bing Slamet, comediante, actor, cantante y compositor
- Idrus Nasir Djajadiningrat, diplomático y veterano militar indonesio
- Ma'ruf Amin, un erudito religioso
- Maria Ulfah Santoso, miembro del Comité de Trabajos Preparatorios para la Independencia y ministra
- Maulana Hasanuddin de Bantén, el primer gobernante del sultanato de Bantén
- Misbach Yusa Biran, director de cine
- Slamet Rahardjo, actor
- Syafruddin Prawiranegara, líder de la rebelión Pemerintahan Revolusioner Republik Indonesia y héroe nacional de Indonesia
- Tubagus Ahmad Chatib al-Bantani, erudito religioso y héroe nacional de Indonesia[25]
- Muhammad Saleh Benten, ministro de Arabia Saudita de ascendencia bantenesa